# Лютикова, Екатерина Анатольевна
Екатерина Анатольевна Лютикова (Москва) — российский лингвист, доктор филологических наук, профессор МГУ им. М. В. Ломоносова, специалист в области формального синтаксиса.

## Биография
Родилась в Москве. В 1995 году окончила Отделение теоретической и прикладной лингвистики филологического факультета МГУ им. М. В. Ломоносова.
В 1998 году защитила диссертацию на соискание учёной степени кандидата филологических наук по теме «Интенсификаторы и типология рефлексива» под руководством А. Е. Кибрика.
В 2017 году в диссертационном совете филологического факультета МГУ имени М. В. Ломоносова защитила диссертацию на соискание учёной степени доктора филологических наук по теме «Синтаксис именной группы в безартиклевом языке» (специальность 10.02.20 — сравнительно-историческое, типологическое и сопоставительное языкознание). Официальные оппоненты — доктор филологических наук, профессор А. Н. Баранов, доктор филологических наук, профессор В. И. Подлесская и доктор филологических наук Е. Л. Рудницкая. Ведущая организация — Институт языкознания РАН.
Основное место работы — профессор кафедры теоретической и прикладной лингвистики филологического факультета МГУ им. М. В. Ломоносова. Член 3 диссертационных советов (ВАК и МГУ). Член ФУМО по специальности 45.00.00 Языкознание и литературоведение. Заместитель главного редактора научного журнала открытого доступа «Rhema. Рема», член редколлегии журналов «Типология морфосинтаксических параметров», «Glossa». Входит в программные комитеты регулярных научных конференций «Типология морфосинтаксических параметров», «Formal Approaches to Russian Linguistics».
Е. А. Лютикова читает обязательные курсы в бакалавриате и магистратуре филологического факультета: «Общий синтаксис», «Современный русский язык. Синтаксис», «Теоретический синтаксис», «Актуальные проблемы и перспективы лингвистики», «Методика научной работы», а также разнообразные курсы по выбору: «Практикум по синтаксису», «Экспериментальный синтаксис» (совместно с А. А. Герасимовой), «Практикум по экспериментальному синтаксису» (совместно с А. А. Герасимовой), «Формальные подходы к синтаксису и семантике русского языка», «Контроль в русском языке», «Отрицание в русском языке» и др.
В разные годы читала также обязательные курсы «Введение в прикладную лингвистику», «Автоматическая обработка естественного языка» (совместно с Е. Ю. Калининой, С. Ю. Толдовой, С. Г. Татевосовым, А. А. Бонч-Осмоловской), спецкурсы «Типология средств поддержания референции», «Эстонский язык в типологической перспективе», «Структура события» (совместно с С. Г. Татевосовым), «Аргументная структура и лексическое значение» (совместно с С. Г. Татевосовым), «Русский синтаксис в генеративной грамматике» (совместно с П. В. Гращенковым), «Языковые уровни и интерфейсы» (совместно с С. Г. Татевосовым), «Формальные модели в русистике» (совместно с С. Г. Татевосовым).
Под руководством Е. А. Лютиковой подготовлено и защищено 4 кандидатских диссертации, 11 магистерских диссертаций и более 30 дипломных работ.

## Научная деятельность
Область научных интересов Е.А. Лютиковой включает формальную русистику, теоретический и экспериментальный синтаксис, лингвистическую типологию.
Е.А. Лютикова занимается исследованием структуры именных групп, в частности, анализом иерархической структуры именных групп в языках без группы артикля. В своей докторской диссертации «Синтаксис именной группы в безартиклевом языке» Е.А. Лютикова детально исследует внешний и внутренний синтаксис именных групп в безартиклевых языках и показывает, что структура именной группы в них повторяет иерархическую структуру именных групп артиклевых языков. Монография Е.А. Лютиковой вносит заметный вклад в одну из крупнейших дискуссий в формальной лингвистике и является единственной работой, в которой представлена столь разносторонняя аргументация по данной тематике. Изложение строится преимущественно на материале русского языка, две линии рассуждения — на материале татарского и осетинского языков; при этом активно привлекается широкий типологический фон — как в сопоставительных и иллюстративных целях, так и для подкрепления аргументации.
Е.А. Лютикова рассматривает теоретические вопросы, связанные с синтаксисом падежа. Изучает связь падежа и согласования, исследует объяснительный потенциал различных моделей падежного маркирования в отношении дифференцированного маркирования аргументов. Е.А. Лютикова предлагает общий подход к приписыванию синтаксического падежа, которое определяется наличием и формальными признаками функциональных вершин, а также структурой и формальными признаками самих именных групп. Для комплексного исследования вариативного маркирования аргументов Е.А. Лютикова привлекает материал русского, хваршинского, хеттского, татарского языков.
В области исследований архитектуры клаузы Е.А. Лютикова занимается изучением архитектуры функциональных проекций, отвечающих за предикативность клаузы, в том числе характеристики легкого глагола, представление ТАМ-категорий в синтаксической структуре клаузы и взаимодействие с приписыванием структурного падежа. Е.А. Лютикова также изучает предикации неполной структуры – номинализации и инфинитивные обороты. В своих работах Е.А. Лютикова рассматривает категории, характеризующие область левой периферии клаузы и кодирующие информацию о грамматическом и иллокутивном типе клаузы, убедительно развивает аргументы в пользу синтаксического подхода к коммуникативно мотивированным передвижениям.
Большой вклад Е.А. Лютикова внесла в анализ полипредикативных определительных конструкций. Для рестриктивных относительных конструкций Е.А. Лютикова предлагает альтернативный «анализ с подъемом», при котором именная группа поднимается из состава относительной клаузы, которая представляет собой аргумент в группе определителя. Для аппозитивных клауз развивается анализ, согласно которому относительная клауза присоединяется строго выше уровня определителей и квантификаторов, вследствие чего не участвует в создании экстенсионала определяемой именной группы. Предлагаемое направление анализа в равной степени мотивировано как для артиклевых, так и для безартиклевых языков.
В своей научной работе Е.А. Лютикова использует формальные методы моделирования и анализа языковых явлений, придерживается формальной грамматики минималистского типа. Е.А. Лютикова исследует возможности сбора и анализа количественных данных о продуктах языковой деятельности и об их восприятии носителями языка, сочетает в своей научной работе различные методы получения языкового материала: экспериментальные, корпусные, полевые.
Е.А. Лютикова является одним из руководителей Лингвистических экспедиций ОТиПЛа, была участником многих экспедиций (цахурский язык, багвалинский язык, мишарский диалект татарского языка, чувашский язык, карачаево-балкарский язык, ненецкий язык, осетинский язык, хваршинский язык).
Е.А. Лютикова активно развивает и применяет методы экспериментального синтаксиса на материале русского языка, проводит систематические экспериментальные исследования, в том числе возглавляет проект по экспериментальному исследованию островных ограничений в русском языке.